# Auguste-Joseph Desarnot

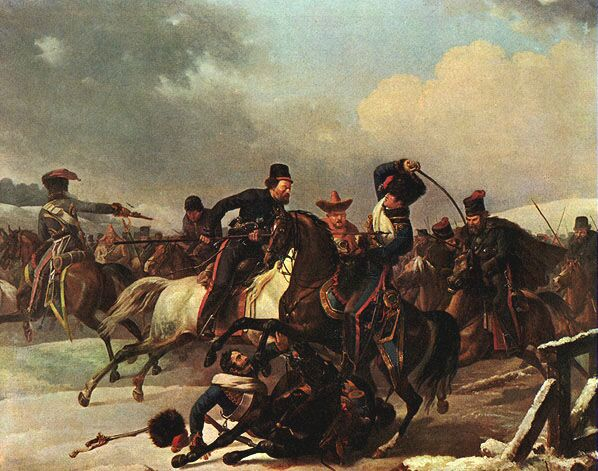
Auguste-Joseph Desarnot - Kozacy ścigają cofających się Francuzów - (autor przedstawił chwilę, gdy sam dostał się do rosyjskiej niewoli)

Auguste-Joseph Desarnod starszy (franc. Auguste-Joseph Desarnod l'Ancien, ros. Август Осипович Дезарно, ur. 1788 we Francji, zm. 15 kwietnia 1840 w Petersburgu) – francuski malarz batalista i grafik czynny w Rosji.
Był uczniem Antoine-Jean Grosa. Uczestniczył w wyprawie Napoleona na Rosję 1812. Dostał się do rosyjskiej niewoli. W roku 1815 powrócił do malarstwa. Przedstawił w Akademii Sztuk Pięknych w Sankt Petersburgu obraz przedstawiający rosyjskiego oficera kawalerii w otoczeniu innych kawalerzystów ścigającego Francuzów, a w oddali lekką artylerię francuską. W roku 1817 przedstawił Akademii drugi obraz batalistyczny w nadziei uzyskania tytułu malarza akademickiego, jednak odrzucony przez Radę Akademii. Tytuł akademika otrzymał dopiero w roku 1827. 
W latach 1829–1830 uczestniczył w wyprawie księcia Iwana Dybicza-Zabałkańskiego na Turcję, i stworzył cykl litografii zatytułowany „Album z wyprawy do Turcji na rozkaz Jego Wysokości Cesarza w latach 1829 i 1830”. 
Jego syn o tym samym imieniu i nazwisku (ros. Август Августович Дезарно, 1812-1850) był również malarzem, kształcił się pod kierunkiem ojca, zajmował się też dagerotypią. W latach 1842–1848 mieszkał w Porvoo na południu Finlandii. 